# 花墟道

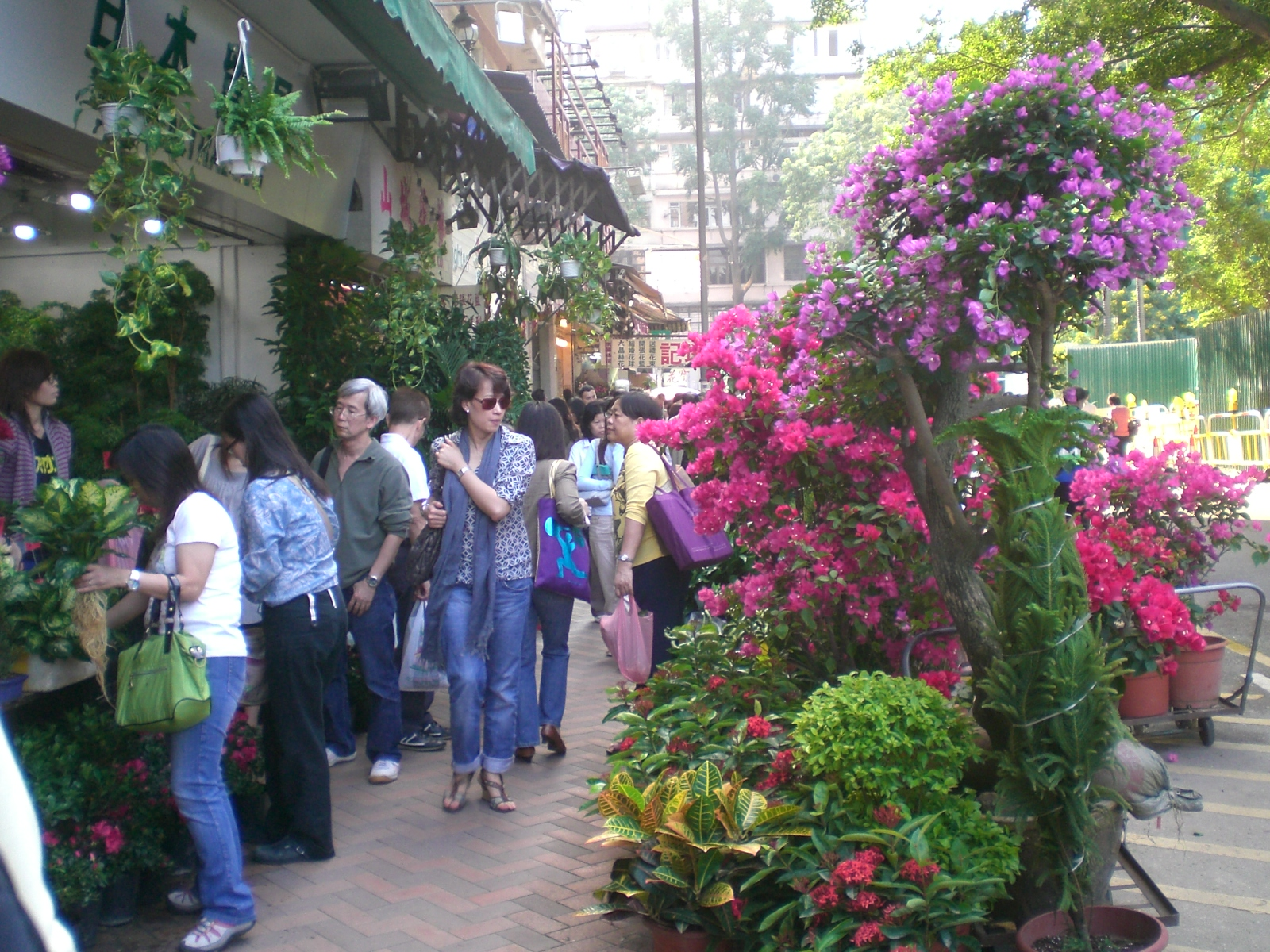
旺角花墟

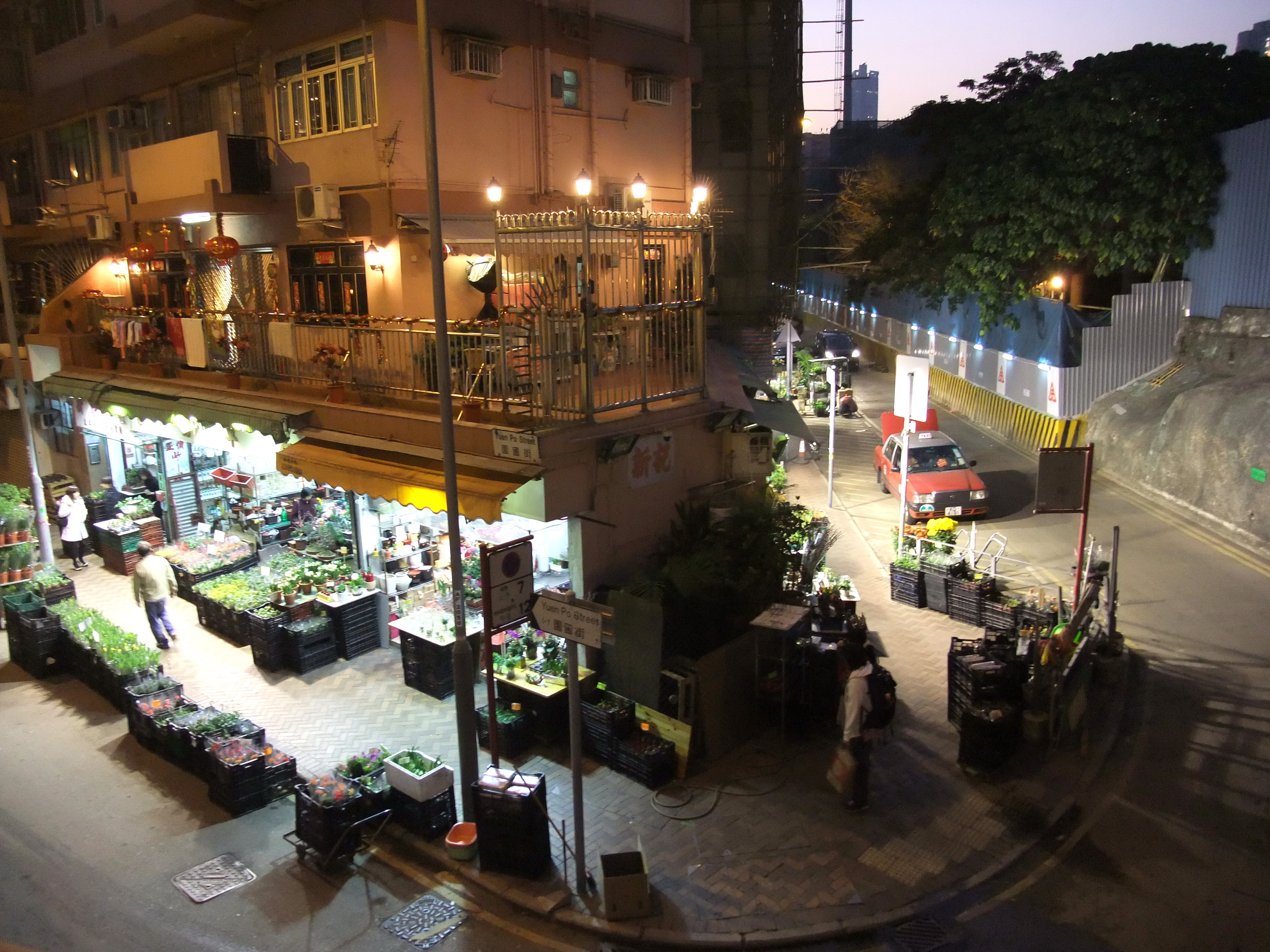
傍晚的園圃街(左)及花墟道(右)

花墟道（英語：Flower Market Road）是位於香港油尖旺區的一條著名道路，以沿道路的多間鮮花盆栽店鋪組成的旺角花墟而聞名。道路位於旺角北一帶，為東西走向，與太子道西並排，西端到達洗衣街，東端則連接園圃街（雀仔街）。全長300米。

## 歷史
1889年以前界限街為中英邊界關卡，邊界關卡規定早上六時開關，日落之後閉關。由於1900年代香港有大量鮮花供應，每天花農集中於現今的花墟道一帶擺賣。他們稱此處為花墟，原因是廣東人把聚集成市、關閉之後即空置的市場稱為墟市，花墟因而得名。其後政府開闢此處為街道，便將街道命名為花墟道。

## 沿路著名地點
- 旺角花墟
- 旺角大球場
- 香港雀鳥公園